# Vries
Vries (53° 04′ N, 6° 35′ L) é uma cidade dos Países Baixos, na província de Drente. Vries pertence ao município de Tynaarlo, e está situada a 8 km, a norte de Assen.
Em 2001, a cidade de Vries tinha 4002 habitantes. A área urbana da cidade é de 1.6 km², e tem 1605 residências.
A área de Vries, que também inclui as partes periféricas da cidade, bem como a zona rural circundante, tem uma população estimada em 4500 habitantes.